# ビジュアル80
株式会社ビジュアル80（ビジュアルエイティ）は、かつて1980年代から1990年代前半にかけて存在した日本のアニメ制作会社。

## 概要
フジテレビ出身で映像企画会社「MK COMPANY（エムケイ）」の代表取締役を務めていた金子満が設立したアニメ制作会社。役員兼プロデューサーに日本アニメーションの渡辺忠美と加藤良雄を招いたため、人材的には同社の流れを汲む。1980年に土田プロダクションとの共同制作という形で『おじゃまんが山田くん』より元請を開始。1981年には初の単独作品である『名犬ジョリィ』を開始した。
1981年、同じく金子が設立したJCGL（ジャパン・コンピュータ・グラフィックス・ラボ）との協業体制となり、『子鹿物語』を制作した。その後、『ポール・ポジション』より海外との合作作品をメインに手掛けるようになる。しかし、JCGLの経営不振もあってビジュアル80は金子の手から離れたと見られ、以後の経営体制は判然としない。1989年以降はオランダの製作会社テレスクリーン及び同社と業務提携していた日本の制作会社テレ・イメージを新たな取引先とし、共同制作を行う。
1990年7月、中小規模のスタジオや下請けメインのスタジオを中心とした組織「アニメーション事業者協会」が発足され、ビジュアル80が一事業者として参加。同年には『楽しいムーミン一家』を制作し、映画制作の準備も進行していた。『楽しいムーミン一家』（テレビシリーズ及び劇場映画）のエンドタイトルでは「ビジュアル80名古屋」「ビジュアル80台北」とクレジットされており、事業拡大に伴って名古屋市や台湾（中華民国）の台北市に制作スタジオを設置していたようだが、この他に作品参加実績はなく、資料も残されていないため実態は不明である。
1992年に映画2作品が同時期に公開するも、バブル崩壊の影響もあり1993年に倒産した。2021年現在も本社が入居していたビルにはビジュアル80の看板が残された状態となっている。

## 作品履歴

### テレビアニメ
| 開始年 | 放送期間          | タイトル                                      | 備考                                                                  |
| ------ | ----------------- | --------------------------------------------- | --------------------------------------------------------------------- |
| 1980年 | 9月 - 1982年10月  | おじゃまんが山田くん                          | 共同制作：土田プロダクション                                          |
| 1981年 | 4月 - 1982年6月   | 名犬ジョリィ                                  |                                                                       |
| 1983年 | 11月 - 1985年1月  | 子鹿物語                                      |                                                                       |
| 1984年 | 3月20日           | 小さな恋のものがたり チッチとサリー初恋の四季 |                                                                       |
| 1984年 | 9月 - 12月        | ポール・ポジション                            | 石黒光一名義 日米仏合作作品 共同制作：DICエンターテイメント、エムケイ |
| 1985年 | 2月・9月          | Robotman & Friends                            | 石黒光一名義 日米仏合作作品 共同制作：スタジオ古留美                  |
| 1985年 | 12月 - 1986年12月 | Kissyfur（シーズン1）                         | 石黒光一名義 日米仏合作作品 共同制作：スタジオ古留美                  |
| 1987年 | 9月 - 12月        | スパイラルゾーン                              | 共同表記：AKOM 日米合作                                               |
| 1988年 | 3月 - 1991年3月   | にこにこぷん                                  |                                                                       |
| 1989年 | 4月 - 1990年3月   | 小さなアヒルの大きな愛の物語 あひるのクワック | 共同制作：テレスクリーン、テレイメージ 日蘭西独仏合作                 |
| 1989年 | - 1990年          | Star Street                                   | 共同制作：テレスクリーン、テレイメージ 日蘭米合作                     |
| 1990年 | 4月 - 1991年10月  | 楽しいムーミン一家                            | 共同制作：テレスクリーン、テレイメージ 日芬蘭合作                     |
| 1992年 | 3月 - 9月         | ヨーヨーの猫つまみ                            | 共同制作：テレスクリーン、テレイメージ                                |

### 劇場アニメ
| 公開年 | タイトル                            | 備考                     |
| ------ | ----------------------------------- | ------------------------ |
| 1992年 | 走れメロス                          |                          |
| 1992年 | 楽しいムーミン一家 ムーミン谷の彗星 | 共同制作：テレスクリーン |

### OVA
| 開始年 | タイトル         | 備考                             |
| ------ | ---------------- | -------------------------------- |
| 1989年 | 強殖装甲ガイバー | - 1990年                         |
| 1989年 | 海の闇、月の影   | - 1990年                         |
| 1991年 | 硬派銀次郎       |                                  |
| 1993年 | THE COCKPIT      | 共同制作：マッドハウス、ジャコム |

### 制作協力
制作協力名義で元請けを手掛けている作品を除く。
テレビアニメ
| 年     | タイトル                                  | 制作元請                    | 備考                                   |
| ------ | ----------------------------------------- | --------------------------- | -------------------------------------- |
| 1986年 | 生徒諸君! 心に緑のネッカチーフを          | 葦プロダクション            |                                        |
| 1986年 | アニメ ゴーストバスターズ（シーズン1・2） | DICエンターテイメント       | 蔭山康生名義、日米合作                 |
| 1991年 | 楽しいムーミン一家 冒険日記               | テレスクリーン テレイメージ | - 1992年                               |
| 1992年 | カリメロ (第2作)                          | テレスクリーン テレイメージ | - 1993年                               |
| 1995年 | バンブー・ベアーズ                        | 三井物産 Kingma produkions  | - 1996年 日蘭独仏西合作 ノンクレジット |

### 動画・仕上担当作品
テレビアニメ
| 年     | タイトル                    | 制作元請         | 備考                    |
| ------ | --------------------------- | ---------------- | ----------------------- |
| 1986年 | マシンロボ クロノスの大逆襲 | 葦プロダクション | - 1987年、動画/作画協力 |
| 1993年 | しましまとらのしまじろう    | スタジオ旗艦     | 仕上                    |

劇場映画
| 年     | タイトル            | 制作元請              | 備考     |
| ------ | ------------------- | --------------------- | -------- |
| 1984年 | SF新世紀 レンズマン | エムケイ マッドハウス | 動画協力 |
| 1986年 | はだしのゲン2       | マッドハウス          | 動画協力 |
| 1986年 | 天空の城ラピュタ    | スタジオジブリ        | 動画協力 |

OVA
| 年     | タイトル       | 制作元請          | 備考 |
| ------ | -------------- | ----------------- | ---- |
| 1989年 | RIDING BEAN    | アートミック、AIC | 仕上 |
| 1994年 | B.B.フィッシュ | プロダクションI.G | 仕上 |